# Вылчев, Найден
Найден Станев Вылчев (род. 30 августа 1927, Брестница, Третье Болгарское царство) — болгарский поэт и переводчик.

## Биография
После получения начального образования в родном селе окончил гимназию в Плевене и юридический университет Софийского университета в 1951 году.
В 1954—1955 годах был редактором журнала «Български воин» и газеты «Народна армия», в 1956—1983 годах работал в журнале «Септември», в 1983—1988 — в журнале «Съвременник»; в 1988—1989 годах был редактором журнала «Дарители». С 1996 по 1997 год был на дипломатической службе. С 1989 по 1991 год — президент Союза переводчиков Болгарии.

## Творчество
Печататься начал в последнем классе Плевенской мужской гимназии. Его первый сборник стихов «На южната граница» (1953) является сборником стихов солдата треёлетней срочной службы в отдалённом небольшом гарнизоне. В течение следующих десятилетий им были написаны двадцать книг стихов: «Малка повест» (1954), «Пъстра палитра» (1960), «Северна светлина» (1965), «Лунапарк» (1970), «Синьо цвете, влак, жена» (1975), «Златен август» (1977), «Написано на кленов лист» (1984), «Гигантски слалом» (1986), «Младата луна и старата луна» (2001), «Рай за грешни» (2003).
Писал для детей под псевдонимом Чик Чирик: «Българска Земя» (1963), «Звъни, звънче» (1968), «Фото Есперанто» (1983), «Жълъдче със шапка» (2004).
В своих произведениях отражает прошлое и настоящее Болгарии, красоту родной земли, дружбу с Советским Союзом. Для поэзии Найдена Вылчева характерны душевность, чистота эмоциональной атмосферы, близость к фольклорно-песенным мотивам.
На слова Н. Вылчева композиторами Светославом Обретеновым, Любомиром Пипковым, Филипом Кутевым, Константином Илиевым, Тодором Поповым, Йосифом Цанковым, Петром Ступелом, Атанасом Бояджиевым, Емилом Георгиевым, Тончо Русевым, Митко Щеревым были написаны песни, в том числе «Борба за мир», «Голяма песен», «Младежки марш», «Тиха вечер», «Аз те чаках», «Ние сме на всеки километър», «Кажи коя е тъмната жена», «Синя вечер», «Някога, но не сега».
Автор текста песни «Една българска роза» в исполнении Паши Христовой на музыку Димитра Вылчева.

## Публицистическая деятельность
В четыре книги «Попътни срещи», выпущенных Н. Вылчевым с 2007 по 2010 год, вошли биографические очерки о таких фигурах, как Елисавета Багряна, Никола Фурнажиев, Панчо Хараланов Владигеров, Ангел Каралийчев, Христо Радевски, Димитр Димов, Димитр Талев, Димчо Дебелянов, Николай Лилиев, Георги Райчев, Элиас Канетти, Григорий Цамблак, Орлин Василев, Ламар, А. Пушкин, А. Мицкевич, М. Лермонтов, К. Симонов, А. Твардовский, М. Шагал, Н. Гянжеви, В. Быков, С. Есенин, М. Светлов и другие.

## Переводы
Перевёл много стихов славянских поэтов. С русского языка переводил произведения А. Пушкина, А. Мицкевича, М. Лермонтова, С. Есенина, А. Твардовского, К. Симонова, С. Орлова, В. Соколова, Е. Евтушенко, И. Бродского, Ю. Друниной, Р. Рождественского, Б. Слуцкого, Б. Ахмадулиной; кроме того, переводил поэтов Прибалтики и Закавказья.
С белорусского языка переводил стихи Я. Купалы, Я. Коласа, П. Бровки, А. Кулешова, М. Танка , П. Панченко, В. Витки , А. Вялюгина, Н. Гилевича, Г. Буравкина, А. Вертинского и других, также перевёл несколько повестей В. Быкова.

## Награды
- Орден «Святые Кирилл и Мефодий» I степени (23 мая 2013 года) — за большие заслуги в области культуры и искусства[2]
- Орден «Кирилл и Мефодий».
- Медаль Франциска Скорины (23 июня 2000 года, Белоруссия) — за большой личный вклад в развитие белорусско-болгарских культурных связей[3].
- Он был награждён национальной наградой Димчо Дебелянава, премиями Союза болгарских писателей и Союза переводчиков в Болгарии, высокими российскими и белорусскими наградами, отмечен на фестивале «Золотой Орфей».